# Можар Володимир Іванович
Можар Володимир Іванович (6 липня 1901, с. Березівка, Коростишівського району на Житомирщині, Російська імперія.)  — український математик, Кандидат фізико-математичних наук, професор, завідувач кафедри вищої математики КТІХП у 1930–1937 р.р. Організатор кафедри математики Київського інституту цукрової промисловості.

## Біографія
Можар Володимир Іванович народився 6 липня 1901 р.в с. Березівка, Коростишівського району на Житомирщині
У 1925 р. — закінчив Житомирський педагогічний інститут, після цього отримав спеціальну математичну підготовку в Київському інституті народної освіти.
У 1927–1930 рр. проходив аспірантський стаж на науково-дослідній кафедрі ВУАН під керівництвом М. П. Кравчука і Крилева М. П., вивчав теорію пружності, займався розв'язуванням диференціальних та інтегральних рівнянь, теорією функцій комплексної змінної.
27 квітня 1937 року в Москві його заарештували органи НКВС як «активного участника украинской национал-фашистской террористической организации». Під надзвичайно суворим конвоєм його доправили через кілька днів до Києва. Зразу було проведено детальний обшук в його квартирі. Окрім «націоналістичної літератури» математичної літератури, знайшли твори М.Хвильового, В.Винниченка, «Листи на Наддніпрянську Україну» М.Драгоманова і інші «крамольні» книги, Усі їх органи НКВС вилучили й згодом розглядали в справі як доказ причетності В. І. Можара до ворожої організації та свідчення про «націоналізм» його світогляду. Почалася серія допитів. В справі нема ніяких документів про належність Володимира Можара до ворожих організацій. Як доказ того, що професор В. І. Можар є націоналістом, наводяться дані про те, що в 1917–1918 роках він був членом і організатором товариства «Просвіта» в середніх школах Житомира. На початку жовтня справу В.І Можара з недоведеними звинуваченнями «в активном участии в украинской национал-фашисткой организации» було передано на розгляд трійки при Київському обласному управлінні НКВС, яка винесла йому 19 жовтня 1937 р. вирок — розстріл.
У справі знаходиться жовтий маленький аркушик з записом: «Постановление Тройки УНКВД от 19 октября м-ца 1937 г. о расстреле Можара В. И. приведено в исполнение 9 ноября 1937 года в 24.20. Комендант ст. лейтенант госбезопасности Шашков». Тут немає помилок: дійсно жахливе слово «Тройка» «шанобливо» написано з великої літери, а біля прізвища лейтенанта немає навіть ініціалів. Аналогічна доля була запрограмована і «націоналістові» академіку ВУАН М.Кравчуку.
Місце його поховання на сьогоднішній день нікому не відоме. З серпня 1956 р. за клопотанням рідних справу В. І. Можара переглянуто, і він повністю був реабілітований Військовим трибуналом через відсутність складу злочину в його діях.
Як свідчать архівні документи, професор В. І. Можар був безмежно відданий українському народу. Він разом з академіком Кравчуком М. постійно і активно творили українську наукову математичну термінологію, впроваджували українську мову в навчальний процес, наполегливо боролись за стабільне функціонування у ВНЗ україномовного середовища.

## Науковий доробок
Професор В. І. Можар досліджував теорію пружності й займався розв'язанням диференціальних рівнянь цієї теорії. Застосовував переважно методи теорії функції комплексного змінного (конформне відображення).

### Основні наукові публікації
1. В.Можар, О.Куриленко «До питання про швидкість кристалізації цукрози при випаровуванні за сталої температури» (Збірник наукових праць КХТІХП, Вид-во Наркомвнуторгу, Київ — 1935. с. 88-94).
2. Вища математика: посіб. для студ. і самоосвіти. В 3-х ч. / М. Кравчук, П. Кас'яненко, С. Кулик, В. Можар, О. Смогоржевський — К. : Вид-во ВУАН, 1934. — 407 с.
3. Кравчук М. Диференціальні рівняння та їх застосування в природознавстві й техніці / М. Кравчук, В. Можар. — К. : Вид-во ВУАН, 1934. — 184 с.